# Ankarai metró
Az Ankarai metró (törökül: Ankara metrosu) Törökország fővárosának metróhálózata, melynek hossza 65,74 km. A hálózat négy metróvonalból és az Ankaray könnyűmetróból áll. A negyedik metróvonalat 2017-ben adták át.

## Vonalak
| Név          | Vonal                                    | Megnyitás éve | Hossz    | Állomások |
| ------------ | ---------------------------------------- | ------------- | -------- | --------- |
| A1 (Ankaray) | AŞTİ - Dikimevi                          | 1996          | 8,53 km  | 11        |
| M1           | 15 Temmuz Kızılay Millî İrade - Batıkent | 1997          | 14,66 km | 12        |
| M2           | 15 Temmuz Kızılay Millî İrade - Koru     | 2014          | 16,59 km | 11        |
| M3           | Batıkent - OSB-Törekent                  | 2014          | 15,36 km | 11        |
| M4           | 15 Temmuz Kızılay Millî İrade - Şehitler | 2017 & 2023   | 12 km    | 11        |
| Összesen:    | Összesen:                                | Összesen:     | 67,14 km | 56        |